# Ohăbița, Caraș-Severin
Ohăbița este un sat în comuna Păltiniș din județul Caraș-Severin, Banat, România.
Satul se numeste OHABIȚA !!!

## Legături externe

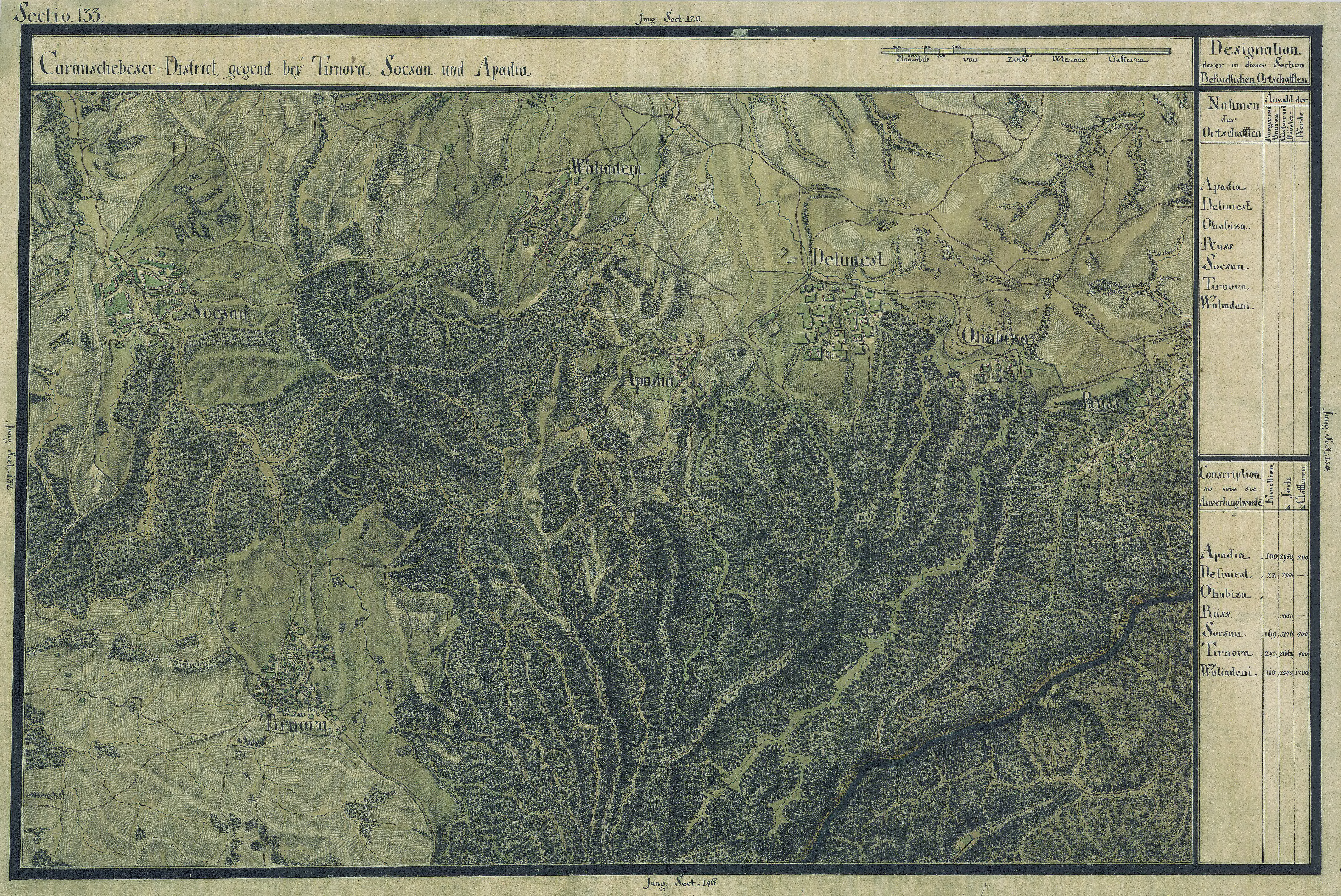
Ohăbița în Harta Iosefină a Banatului, 1769-72